# Charles H. Ferguson

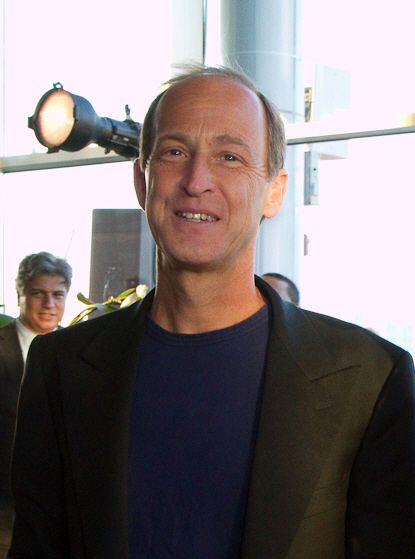
Charles H. Ferguson (2012)

Charles Henry Ferguson (* 24. März 1955 in San Francisco, Kalifornien) ist Gründer und Präsident von Representational Pictures, Inc., Filmregisseur und Filmproduzent.

## Leben
Charles H. Ferguson ist der Regisseur, Produzent und Drehbuchautor von No End In Sight – Invasion der Amateure? aus dem Jahr 2007 und Inside Job aus dem Jahr 2010. No End In Sight – Invasion der Amateure? gewann 2007 den Spezialpreis der Jury für Dokumentarfilme auf dem Sundance Film Festival und war nominiert für den Oscar 2008 in der Rubrik Dokumentarfilm. Inside Job gewann schließlich den Oscar als Bester Dokumentarfilm im Jahre 2010.
Vor seiner Laufbahn als Dokumentarfilmer war Ferguson im IT-Technologiebereich tätig. 1994 gründete er zusammen mit Randy Forgaard Vermeer Technologies, eine der ersten Internet-Software-Firmen. Vermeer war finanziert worden von Matrix Partners, Sigma Partners, und Atlas Venture. Vermeer Technologies entwickelte mit FrontPage den ersten HTML-Editor.
Anfang 1996 wurde Vermeer für 133 Millionen Dollar an Microsoft verkauft, die FrontPage als Microsoft FrontPage in das Microsoft Office System integrierten.

## Filmografie
- 2007: No End In Sight – Invasion der Amateure? (No End in Sight)
- 2010: Inside Job
- 2015: Time to chose
- 2018: Watergate (Miniserie)

## Schriften
- Charles Henry Ferguson, Charles R. Morris: Computer Wars: The Fall of IBM and the Future of Global Technology. Three Rivers Press, 1993, ISBN 978-0-8129-2300-1 (englisch).
- High Stakes, No Prisoners: A Winner's Tale of Greed and Glory in the Internet Wars. W. W. Norton & Company, 1999, ISBN 978-1-58799-065-6 (englisch).
- The Broadband Problem: Anatomy of a Market Failure and a Policy Dilemma. Brookings Institution Press, 2004, ISBN 978-0-8157-0644-1 (englisch).
- No End in Sight: Iraq’s Descent into Chaos. PublicAffairs, 2008, ISBN 978-1-58648-608-2 (englisch).
- Charles Henry Ferguson, Charles R. Morris: Untitled treatment of the documentary "Inside Job". Random House, 2012 (englisch).